# Sympiesis cosmopterygi
Sympiesis cosmopterygi är en stekelart som först beskrevs av Jean Risbec 1951.  Sympiesis cosmopterygi ingår i släktet Sympiesis och familjen finglanssteklar. Inga underarter finns listade i Catalogue of Life.